# محصول حبوب

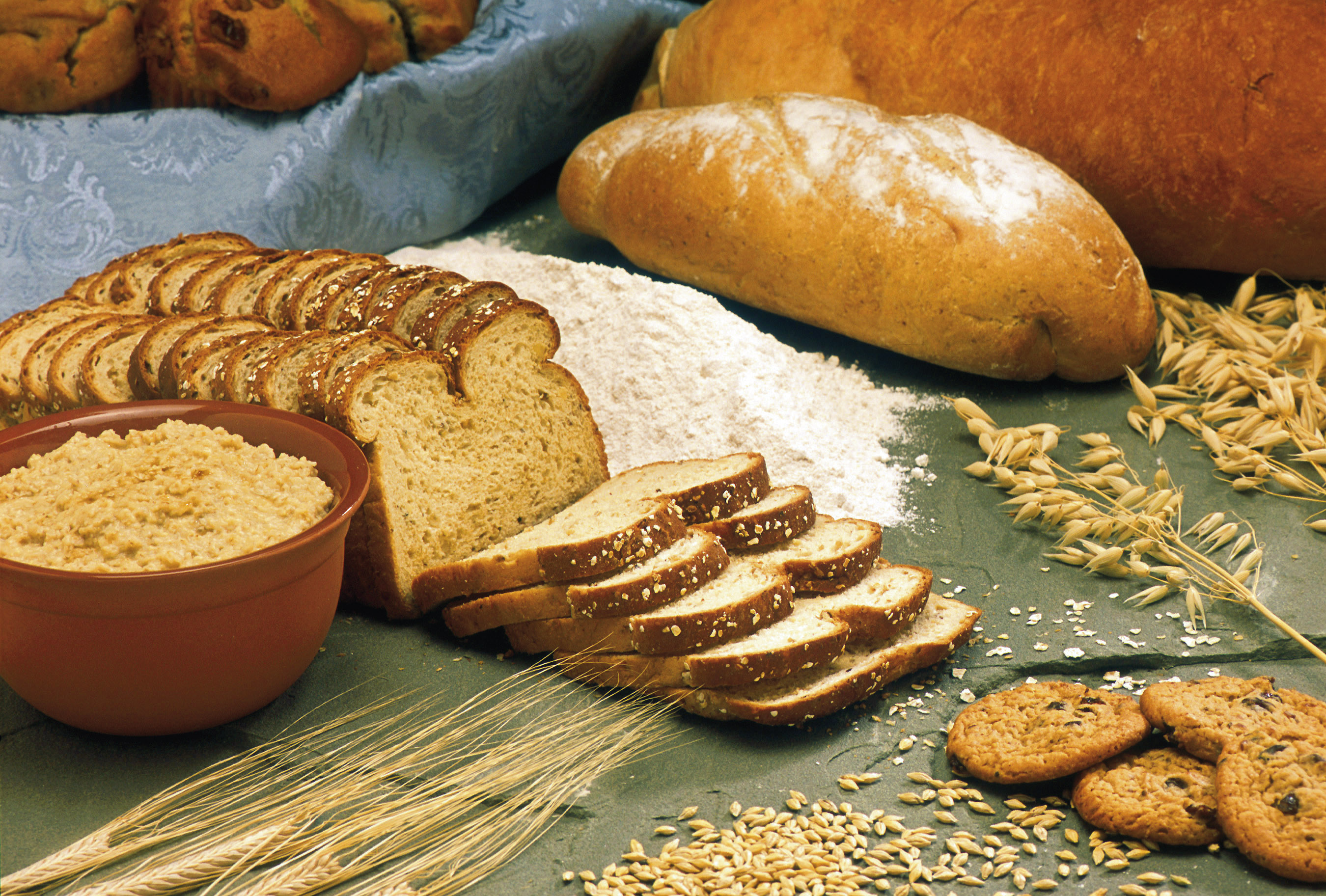
بعض منتجات الحبوب

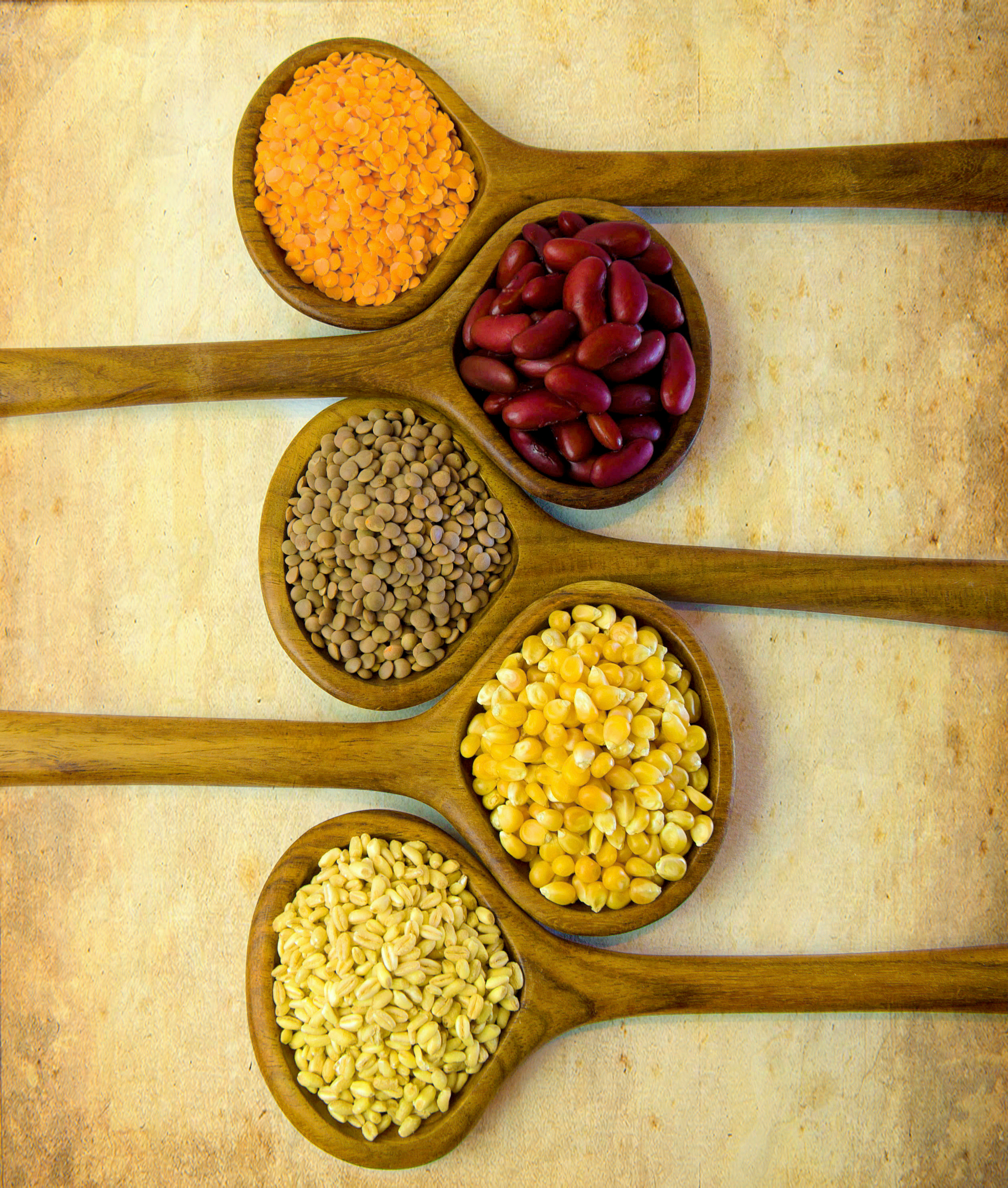
حبوب مصرية تمثل جزءًا من المحاصيل الحقلية.

محاصيل الحبوب أو الغلة هي أعشاب تمت زراعتها في الغالب لاستخدام حبوبها كغذاء. الحبوب بشكل عام غنية بالكربوهيدرات. في بعض الدول النامية تعد الحبوب كالأرز والذرة والقمح عنصرًا أساسيًا يغلب على طعام الفرد، بينما في الدول المتطورة تدخل الحبوب ضمن عناصر الطعام اليومية إلا أنها لا تعد عنصرًا أساسيًا دومًا. محاصيل الحبوب هي قسم من المحاصيل الحقلية. هناك العديد من أنواع الحبوب، أشهرها: القمح والذرة والأرز والشعير والشوفان والشيلم. بالإضافة إلى كونها طعام أساسي للإنسان، تستخدم الحبوب كعلف للحيوانات الداجنة.

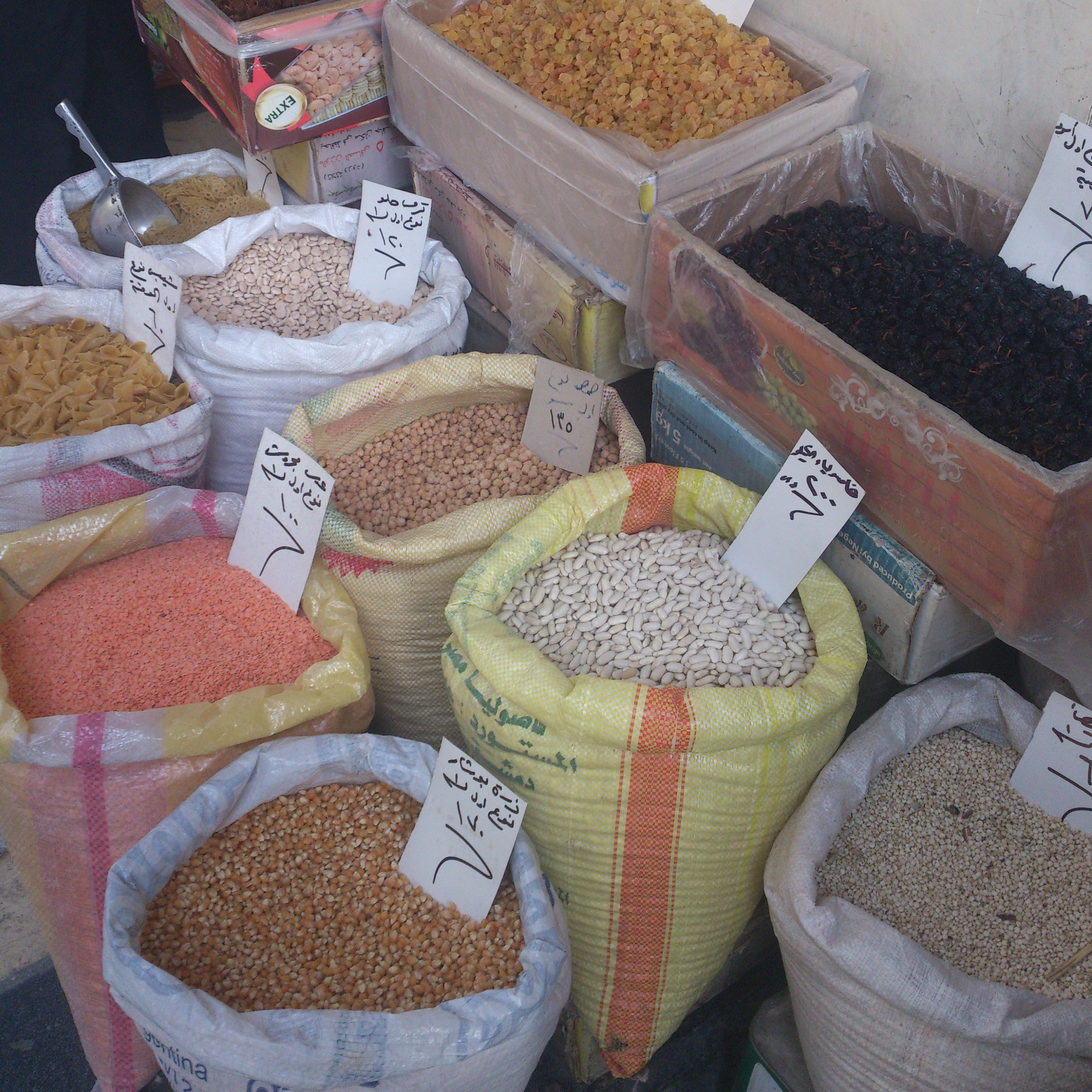
حبوب دمشق

الحبوب أي العشب المزروعة المستخدمة لمكونات الطعام (نباتيا، وهو نوع من المحاصيل تسمى برة)، ويتألف من السويداء، الجرثومية، والنخالة. قد يشير المصطلح أيضًا إلى الحبوب الناتجة نفسها (تحديدًا «حبوب الحبوب»). تُزرع محاصيل الحبوب بكميات أكبر من أي نوع اخر وتوفر طاقة غذائية اعلى من أي نوع من المحاصيل  وبالتالي فهي محاصيل أساسية. الحبوب الصالحة للأكل من العائلات النباتية الأخرى، مثل الحنطة السوداء، الكينوا وشيا، ويشار إليها باسم الحبوب الكاذبة.
في شكل الحبوب الكاملة الطبيعية وغير المصنعة، تعتبر الحبوب مصدرًا غنيًا للفيتامينات والمعادن والكربوهيدرات والدهون والزيوت والبروتين. عندما تُعالج عن طريق إزالة النخالة والجراثيم، فإن السويداء المتبقي يتكون في الغالب من الكربوهيدرات. في بعض البلدان النامية، تشكل الحبوب على شكل أرز أو قمح أو دخن أو ذرة غالبية القوت اليومي. في البلدان المتقدمة، يكون استهلاك الحبوب معتدلاً ومتنوعًا ولكنه لا يزال كبيرًا، بشكل أساسي في شكل حبوب مكررة ومعالجة.

## اصل التسمية
كلمة «حبوب» مشتقة من سيريس، إلهة الحصاد والزراعة الرومانية.

## التاريخ

### التاريخ القديم

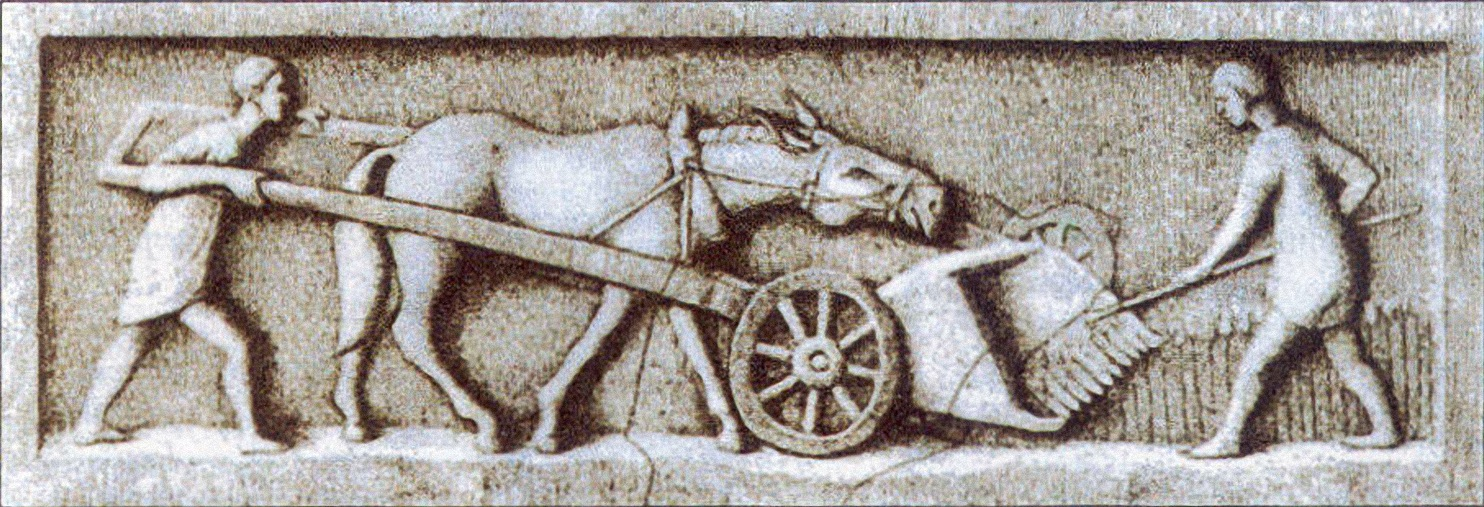
آلة الحصاد الرومانية

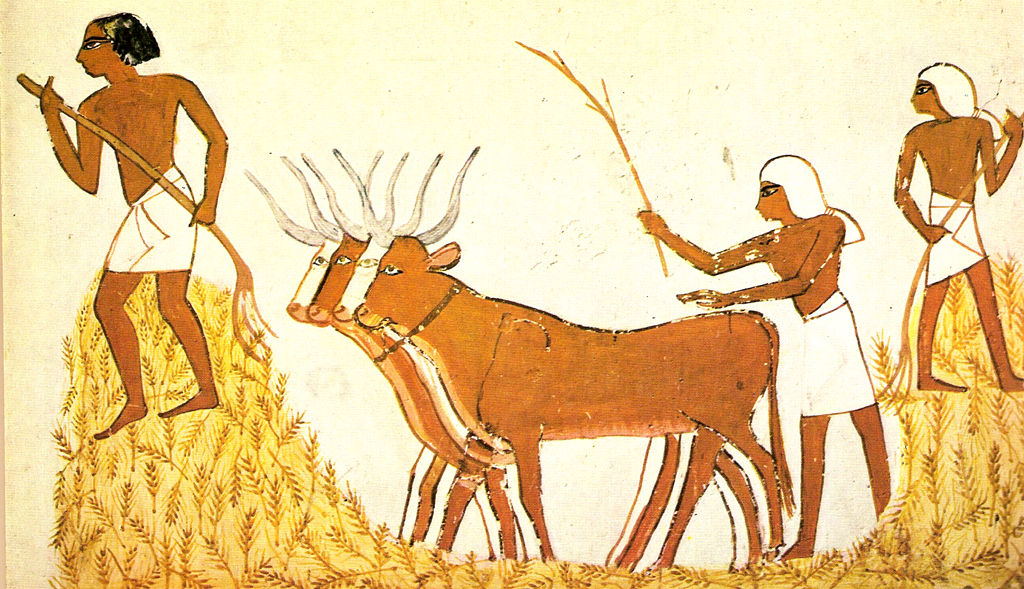
درس الحبوب في مصر القديمة

سمحت الزراعة بدعم عدد متزايد من السكان، مما أدى إلى مجتمعات أكبر وفي النهاية تطوير المدن. كما خلقت الحاجة إلى تنظيم أكبر للسلطة السياسية (وخلق التقسيم الطبقي الاجتماعي)، حيث كان لا بد من اتخاذ قرارات فيما يتعلق بتخصيص العمالة والحصاد وحقوق الوصول إلى المياه والأرض. ولدت الزراعة عدم الحركة، حيث استقر السكان لفترات طويلة من الزمن، مما أدى إلى تراكم السلع المادية.
تظهر القرى المبكرة من العصر الحجري الحديث دليلاً على تطور معالجة الحبوب. بلاد الشام هي الموطن القديم لأسلاف القمح والشعير والبازلاء، حيث كان مقر العديد من هذه القرى. هناك أدلة على زراعة الحبوب في سوريا منذ حوالي 9000 عام. تم تدجين كل من القمح والشعير والجاودار والشوفان وبذور الكتان في الهلال الخصيب خلال أوائل العصر الحجري الحديث. خلال نفس الفترة، بدأ المزارعون في الصين في زراعة الأرز والدخن باستخدام الفيضانات والحرائق من صنع الإنسان كجزء من نظام الزراعة الخاص بهم. تم تدجين محاصيل الألياف في وقت مبكر مثل المحاصيل الغذائية، مع تدجين الصين للقنب، ويتم تطوير القطن بشكل مستقل في إفريقيا وأمريكا الجنوبية، وتدجين الكتان في غرب آسيا. يبدو أن استخدام تعديلات التربة، بما في ذلك السماد الطبيعي والأسماك والسماد والرماد، قد بدأ مبكرًا وتطور بشكل مستقل في عدة مناطق من العالم، بما في ذلك بلاد ما بين النهرين ووادي النيل وشرق آسيا.
تم تدجين الحبوب الأولى من قبل البشر البدائيين في وقت مبكر. منذ حوالي 8000 عام، تم تدجينها من قبل المجتمعات الزراعية القديمة في منطقة الهلال الخصيب. كان قمح الأمر، وقمح إينكورن، والشعير ثلاثة من ما يسمى بالمحاصيل التأسيسية للعصر الحجري الحديث في تطوير الزراعة. في نفس الوقت تقريبًا، بدأ الدخن وأنواع الأرز في التدجين في شرق آسيا. كما تم تدجين الذرة الرفيعة والدخن في جنوب الصحراء الكبرى بأفريقيا الغربية.

## الحبوب والحضارة
كانت الحبوب أساس الحضارة الإنسانية. تزامنت حدود الحبوب مع الحدود الحضارية. يشير مصطلح الهلال الخصيب صراحة إلى الاعتماد المكاني للحضارة على الحبوب. رسم سور الصين العظيم والليمون الروماني نفس الحد الشمالي لزراعة الحبوب. امتد طريق الحرير على طول حزام الحبوب في أوراسيا. نصت العديد من المراسيم الإمبراطورية الصينية على أن: «الزراعة هي أساس هذه الإمبراطورية،»  بينما كان أساس الزراعة هو الحبوب الخمس.
حددت الحبوب حجم ومدة تعبئة الجيش. لهذا السبب، أطلق شانغ يانغ على الزراعة والحرب اسم «الواحد». عبّر كل من قوان تشونغ وتشانكيا (مؤلف Arthashastra)  وحنبعل  عن مفاهيم متشابهة. في فجر التاريخ، اعتقد السومريون أنه إذا تراجعت الزراعة في دولة ما، فإن إنانا، إلهة الحرب، تترك هذه الحالة. عدة آلهة العصور القديمة مجتمعة مهام ما يسمى شانغ يانغ «واحد» - الزراعة والحرب: الحثي الهة الشمس من ARINNA والكنعانيين أهمو (Lahmu) والروماني جانوس. كانت هذه الآلهة مهمة للغاية في وقتهم وتركوا إرثهم حتى اليوم. ما زلنا نبدأ العام بشهر جانوس (يناير). يعتقد اليهود أن عائلة المسيح ستنحدر من بلدة لحمو (بيت لحم). في العبرية، تعني كلمة «بيت لحم» حرفياً «بيت الخبز». يعتقد المسيحيون أن يسوع المسيح، الذي قيل أنه ولد في بيت لحم، هو المسيح المنتظر. لحمو هو السبب في أن الخبز (لحم) والحرب (الملحمة) في اللغة العبرية من نفس الجذر. في الواقع، كانت معظم الإمبراطوريات المزدهرة والثابتة عبر التاريخ في كلا نصفي الكرة الأرضية تتمحور في مناطق خصبة للحبوب.
يقول المؤرخ ماكس أوستروفسكي أن هذا النمط التاريخي لم يتغير أبدًا، ولا حتى في العصر الصناعي. وشدد على أن جميع القوى العظمى الحديثة ظلت تقليديًا أولاً وقبل كل شيء قوى الحبوب العظمى. انتهت «أفضل ساعة» لقوى المحور «بالتحديد في اللحظة التي ألقوا فيها أنفسهم ضد أكبر منطقتين من مناطق تخزين الحبوب» (الولايات المتحدة والاتحاد السوفيتي). جاءت نتيجة الحرب الباردة في أعقاب أزمة الحبوب الخطيرة وطويلة الأمد السوفييتية، والتي تفاقمت بسبب حظر الحبوب المفروض على الاتحاد السوفياتي في عام 1980. ويطلق عليها «سلة الحبوب في العالم»، وهي الأكثر إنتاجية من «مجسمات الحبوب» تهيمن على العالم منذ ذلك الحين.
بعد تحليل الآلية التي تعمل وراء هذا النمط، أوضح أوستروفسكي أن قوة الحبوب تحدد النسبة المئوية للقوى العاملة المتاحة للقطاعات غير الزراعية بما في ذلك الصناعات الثقيلة الحيوية للقوة العسكرية. وشدد على أن الثورة الصناعية، من حيث التسلسل الزمني، تتبع الثورة الزراعية الحديثة، ومن الناحية المكانية، فإن المناطق الصناعية في العالم مرتبطة بمناطق الحبوب. مأخوذة من الفضاء، ويقال أن خريطة الإضاءة العالمية تشير بأجزاءها الأكثر سطوعًا إلى المناطق الصناعية. تتزامن هذه المناطق مع مناطق الحبوب. صاغ أوستروفسكي مؤشرًا عالميًا للقوة الوطنية صالحًا لجميع الفترات: إجمالي حمولة الحبوب التي ينتجها واحد بالمائة من القوى العاملة في البلاد. في الوقت الحاضر، يوضح هذا المؤشر التسلسل الهرمي الدولي أحادي القطب.

## الثورة الخضراء
خلال النصف الثاني من القرن العشرين، كانت هناك زيادة كبيرة في إنتاج محاصيل الحبوب عالية الغلة في جميع أنحاء العالم، وخاصة القمح والأرز، وذلك بسبب مبادرة عُرفت باسم الثورة الخضراء. ركزت الاستراتيجيات التي طورتها الثورة الخضراء على درء المجاعة وزيادة الغلة لكل نبات، وكانت ناجحة جدًا في زيادة الغلة الإجمالية لحبوب الحبوب، لكنها لم تعطِ صلة كافية بالجودة الغذائية. تميل هذه المحاصيل الحديثة ذات الغلة العالية إلى الحصول على بروتينات منخفضة الجودة، مع نقص في الأحماض الأمينية الأساسية، وغنية بالكربوهيدرات، وتفتقر إلى الأحماض الدهنية الأساسية المتوازنة والفيتامينات والمعادن وعوامل الجودة الأخرى. شهدت ما يسمى بالحبوب القديمة وأنواع الإرث زيادة في شعبيتها مع الحركات «العضوية» في أوائل القرن الحادي والعشرين، ولكن هناك مقايضة في الغلة لكل نبات، مما يضغط على المناطق الفقيرة بالموارد حيث يتم استبدال المحاصيل الغذائية مع المحاصيل النقدية.

## زراعة الحبوب

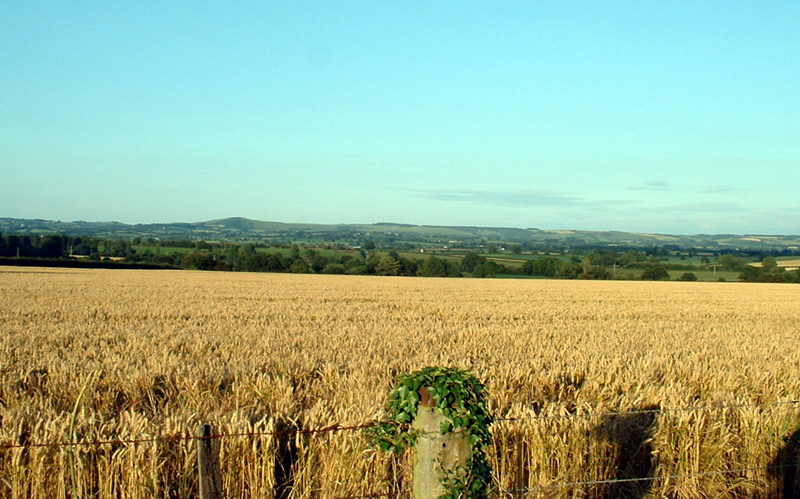
حقل قمح في دورست بإنجلترا

في حين أن كل نوع على حدة له خصائصه الخاصة، فإن زراعة جميع محاصيل الحبوب متشابهة. معظم النباتات الحولية. وبالتالي، فإن الزراعة الواحدة تنتج حصادًا واحدًا. القمح والجاودار وفول الصويا، والشوفان، والشعير، ومكتوبة هي الحبوب «تبريد للموسم الجديد». هذه نباتات شديدة التحمل تنمو جيدًا في الطقس المعتدل وتتوقف عن النمو في الطقس الحار (حوالي 30 °م (86 °ف) ، لكن هذا يختلف حسب الأنواع والتنوع). حبوب «الموسم الدافئ» طرية وتفضل الطقس الحار. الشعير والجاودار من أصعب أنواع الحبوب، ويمكنهما قضاء الشتاء في المنطقة القطبية الجنوبية وسيبيريا. تُزرع العديد من حبوب الفصول الباردة في المناطق الاستوائية. ومع ذلك، فإن بعضها يزرع فقط في المرتفعات الأكثر برودة، حيث «قد» يكون من الممكن زراعة محاصيل متعددة كل عام.
على مدى العقود القليلة الماضية، كان هناك أيضًا اهتمام متزايد بنباتات الحبوب المعمرة. نشأ هذا الاهتمام بسبب المزايا في التحكم في التعرية، وانخفاض الحاجة إلى الأسمدة، والتكاليف المنخفضة المحتملة للمزارع. على الرغم من أن البحث لا يزال في مراحله المبكرة، إلا أن معهد الأرض في سالينا ، كانساس تمكن من إنشاء عدد قليل من الأصناف التي تنتج محصولًا جيدًا إلى حد ما.

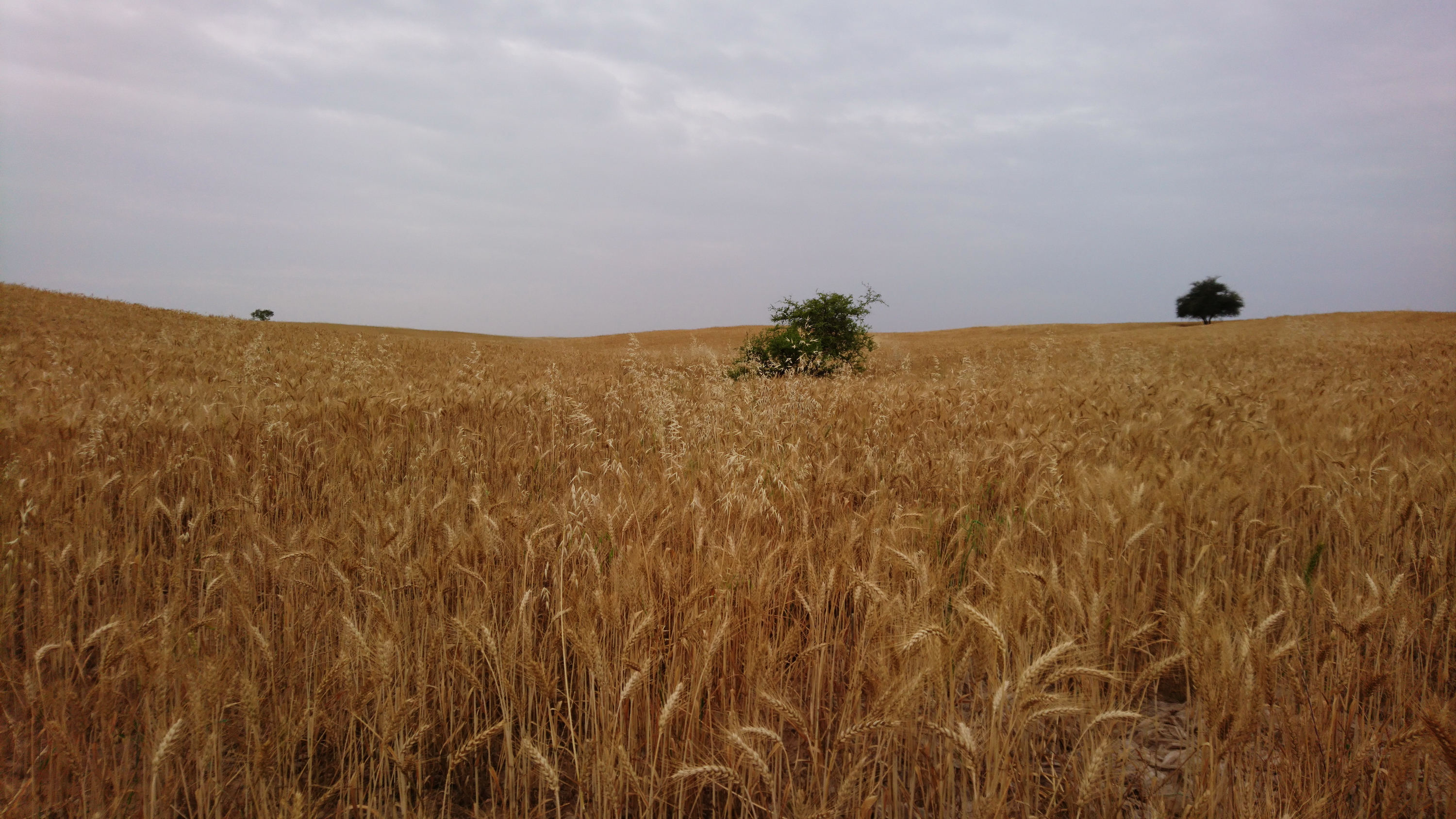
حقل قمح في بهبهان ، إيران

تُزرع حبوب الموسم الدافئ في الأراضي المنخفضة الاستوائية على مدار العام وفي المناخات المعتدلة خلال الموسم الخالي من الصقيع. يُزرع الأرز بشكل شائع في الحقول التي غمرتها المياه، على الرغم من أن بعض السلالات تُزرع في أرض جافة. تتكيف الحبوب الأخرى ذات المناخ الدافئ، مثل الذرة الرفيعة، مع الظروف القاحلة.
تتكيف حبوب الفصول الباردة جيدًا مع المناخات المعتدلة. معظم الأنواع من نوع معين إما الشتاء أو الربيع . تزرع أصناف الشتاء في الخريف، وتنبت وتنمو بشكل نباتي، ثم تصبح نائمة خلال الشتاء. تستأنف النمو في فصل الربيع وتنضج في أواخر الربيع أو أوائل الصيف. يستخدم نظام الزراعة هذا الاستخدام الأمثل للمياه ويحرر الأرض لمحصول آخر في وقت مبكر من موسم النمو.
لا تزهر أصناف الشتاء حتى فصل الربيع لأنها تتطلب التبني: التعرض لدرجات حرارة منخفضة لفترة زمنية محددة وراثيًا. عندما يكون الشتاء دافئًا جدًا بحيث لا يسمح بالتصنيع أو يتجاوز قساوة المحصول (والتي تختلف حسب الأنواع والتنوع)، يقوم المزارعون بزراعة أصناف الربيع. تُزرع حبوب الربيع في أوائل الربيع وتنضج لاحقًا في نفس الصيف، دون تبخير. تتطلب حبوب الربيع عادةً مزيدًا من الري وإنتاجية أقل من الحبوب الشتوية.

## حصاد الحبوب

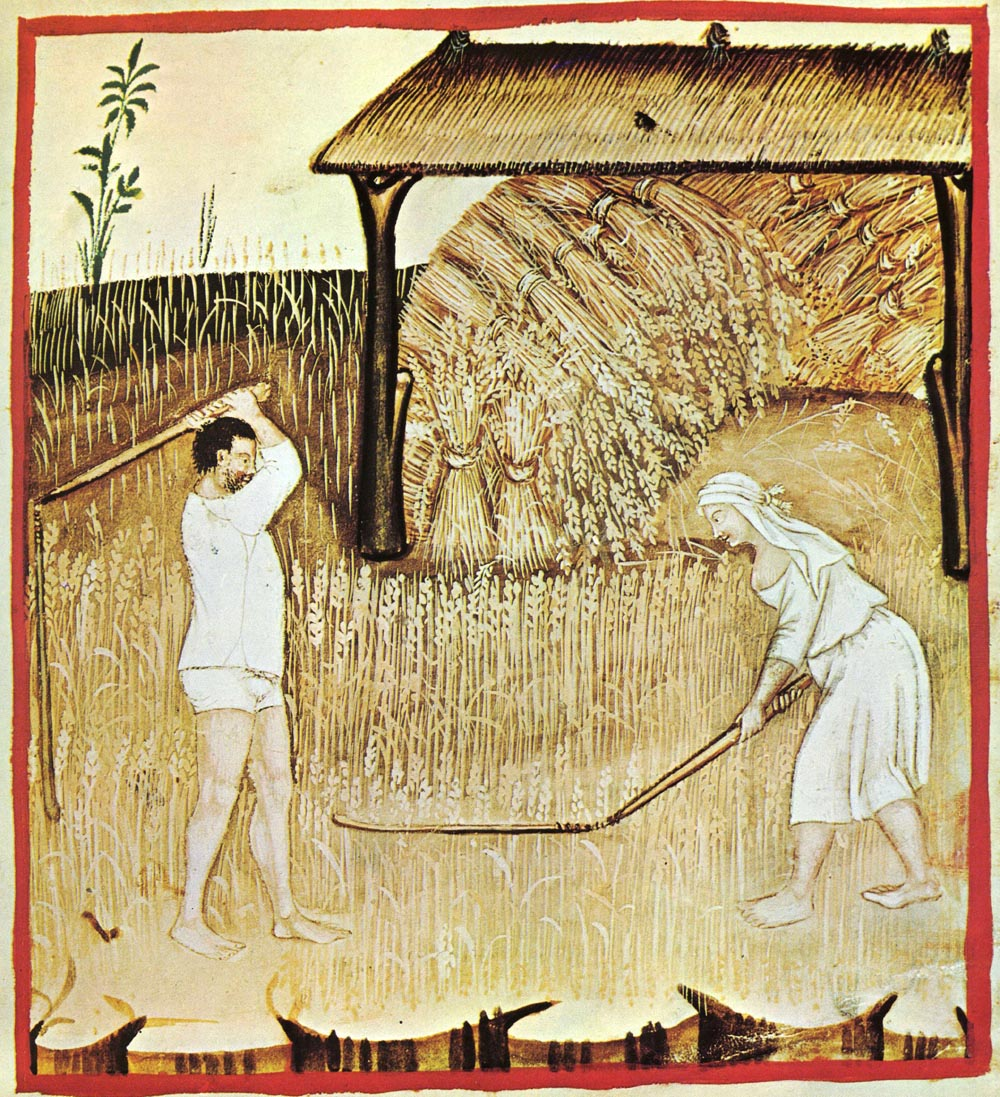
درس Tacuinum Sanitatis ، القرن الرابع عشر

بمجرد أن تزرع نباتات الحبوب بذورها، تكون قد أكملت دورة حياتها. تموت النباتات وتصبح بنية وجافة. يمكن بدء الحصاد بمجرد أن تجف النباتات الأم وحبات بذورها بشكل معقول.
في البلدان المتقدمة، محاصيل الحبوب وعالميا تحصد الآلة، وعادة ما تستخدم في الجمع بين حصادة، الذي التخفيضات، دراسة، وتذرية بالرياح الحبوب خلال تمريرة واحدة عبر المجال. في البلدان النامية، يتم استخدام مجموعة متنوعة من طرق الحصاد، اعتمادًا على تكلفة العمالة، من الحصادات إلى الأدوات اليدوية مثل المنجل أو مهد الحبوب.
إذا تم حصاد محصول أثناء الطقس الرطب، فقد لا تجف الحبوب بشكل كافٍ في الحقل لمنع تلفها أثناء تخزينها. في هذه الحالة، يتم إرسال الحبوب إلى منشأة تجفيف، حيث تقوم الحرارة الاصطناعية بتجفيفها.
في أمريكا الشمالية، عادةً ما يسلم المزارعون حبوبهم المحصودة حديثًا إلى مصعد الحبوب، وهو مرفق تخزين كبير يجمع محاصيل العديد من المزارعين. يجوز للمزارع بيع الحبوب في وقت التسليم أو الاحتفاظ بملكية حصة من الحبوب في حوض السباحة لبيعها لاحقًا. يجب حماية مرافق التخزين من الآفات الصغيرة الحبيبية والقوارض والطيور.

## إحصاءات الإنتاج

إنتاج الذرة في جميع أنحاء العالم

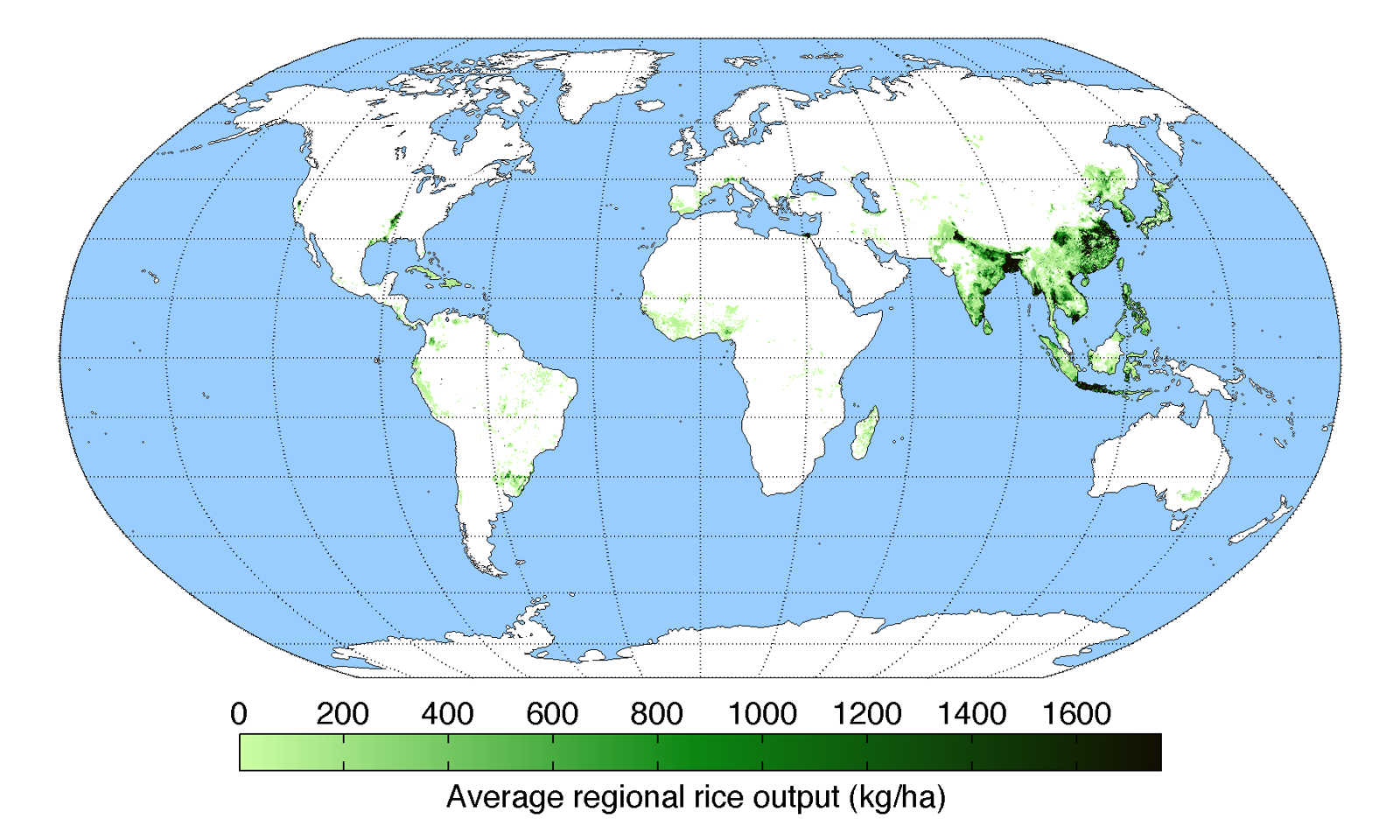
إنتاج الأرز في جميع أنحاء العالم

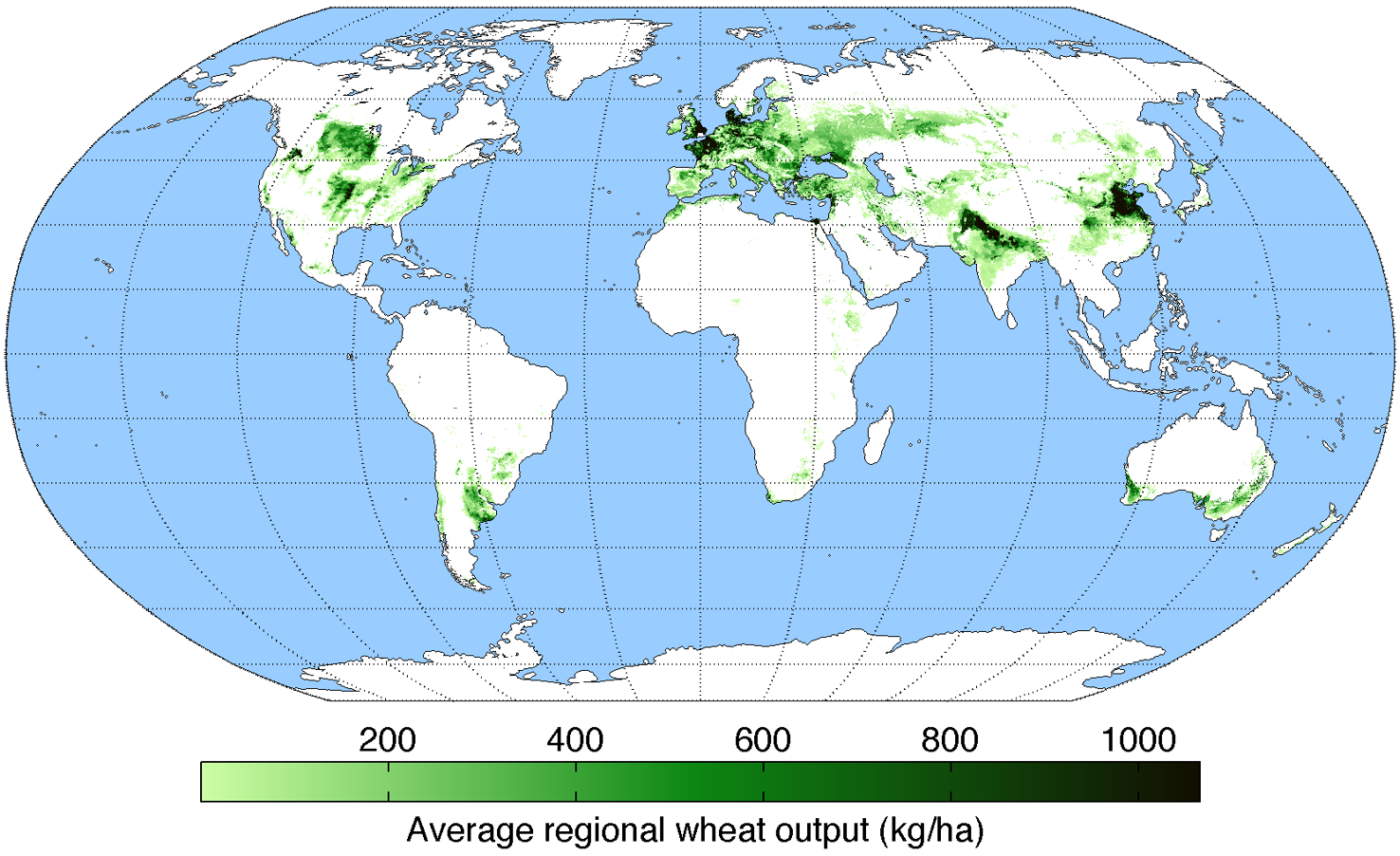
خريطة إنتاج القمح في جميع أنحاء العالم.

يوضح الجدول التالي الإنتاج السنوي للحبوب في عام 1961،  1980 و2000 و2010 و2018 و2019/2020.
| قمح                               | إنتاج عالمي (ملايين الأطنان المترية) | إنتاج عالمي (ملايين الأطنان المترية) | إنتاج عالمي (ملايين الأطنان المترية) | إنتاج عالمي (ملايين الأطنان المترية) | إنتاج عالمي (ملايين الأطنان المترية) |         | ملحوظات |
| قمح                               | 1961                                 | 1980                                 | 2000                                 | 2010                                 | 2018                                 | 2019/20 | ملحوظات |
| --------------------------------- | ------------------------------------ | ------------------------------------ | ------------------------------------ | ------------------------------------ | ------------------------------------ | ------- | --- |
| الذرة (الذرة)                     | 205                                  | 397                                  | 592                                  | 852                                  | 1148                                 | 1148    | غذاء أساسي للناس في الأمريكتين وأفريقيا والماشية في جميع أنحاء العالم؛ غالبًا ما تسمى الذرة في أمريكا الشمالية وأستراليا ونيوزيلندا. تتم زراعة جزء كبير من محاصيل الذرة لأغراض أخرى غير الاستهلاك البشري. |
| الأرز يتم الإنتاج في ظروف مطحونة. | 285                                  | 397                                  | 599                                  | 480                                  | 506                                  | 755     | الحبوب الأولية في المناطق الاستوائية وبعض المناطق المعتدلة. الغذاء الأساسي في معظم البرازيل (كان كل من الذرة والمنيهوت / الكسافا أكثر أهمية مرة أخرى ولا يزال وجودهما أقوى في بعض المناطق)، وأجزاء أخرى من أمريكا اللاتينية وبعض الثقافات الأخرى المنحدرة من البرتغالية، وأجزاء من إفريقيا (حتى قبل الكولومبي الصرف)، معظم جنوب آسيا والشرق الأقصى. تم تجاوزها إلى حد كبير من قبل الخبز (شجرة ديكوت) خلال الجزء الجنوبي من المحيط الهادئ من التوسع الأسترونيزي. |
| قمح                               | 222                                  | 440                                  | 585                                  | 641                                  | 734                                  | 768     | الحبوب الأولية للمناطق المعتدلة. لديها استهلاك عالمي ولكنها غذاء أساسي في أمريكا الشمالية وأوروبا وأستراليا ونيوزيلندا والأرجنتين والبرازيل ومعظم دول الشرق الأوسط الكبير. تعتبر بدائل اللحوم التي تحتوي على الغلوتين من القمح مهمة في الشرق الأقصى (وإن كانت أقل من التوفو) ويقال أنها تشبه نسيج اللحوم أكثر من غيرها. |
| شعير                              | 72                                   | 157                                  | 133                                  | 123                                  |                                      | 159     | يُزرع للتخمير والماشية على أرض فقيرة جدًا أو شديدة البرودة للقمح. |
| الذرة الرفيعة                     | 41                                   | 57                                   | 56                                   | 60                                   | 59                                   | 58      | غذاء أساسي مهم في آسيا وإفريقيا ويشتهر في جميع أنحاء العالم بالماشية. |
| الدخن                             | 26                                   | 25                                   | 28                                   | 33                                   | 31                                   | 28      | مجموعة من الحبوب المتشابهة والمتميزة التي تشكل غذاءً أساسياً هاماً في آسيا وأفريقيا. |
| الشوفان                           | 50                                   | 41                                   | 26                                   | 20                                   |                                      | 23      | مشهور في جميع أنحاء العالم كوجبة إفطار وعلف للماشية. في استهلاك البشري، ويمكن تقديم الشوفان كما عصيدة كما دقيق الشوفان، على الرغم من أن الشوفان يمكن أن تؤكل في مختلف أشكال مختلفة أخرى من لفائف الشوفان، بما في ذلك الشوفان غير المجهزة. |
| Triticale                         | 0                                    | 0.17                                 | 9                                    | 14                                   | 13                                   |         | هجين من القمح والجاودار، يزرع على نحو مشابه للجاودار. |
| الذرة                             | 35                                   | 25                                   | 20                                   | 12                                   | 11                                   | 13      | مهم في المناخات الباردة. تُستخدم حبوب الجاودار للدقيق والخبز والبيرة والخبز المقرمش وبعض أنواع الويسكي وبعض الفودكا وأعلاف الحيوانات. |
| فونيو                             | 0.18                                 | 0.15                                 | 0.31                                 | 0.56                                 | 0.63                                 |         | تزرع العديد من الأصناف كمحاصيل غذائية في إفريقيا. |
| إجمالي سوق الحبوب العالمي         |                                      |                                      |                                      | 2.646                                | 2.706                                | 2.951   | |

شكلت الذرة والقمح والأرز معًا 89 ٪ من إجمالي إنتاج الحبوب في جميع أنحاء العالم في عام 2012، و43 ٪ من الإمداد العالمي بالطاقة الغذائية في عام 2009،  بينما انخفض إنتاج الشوفان والجاودار بشكل كبير عن مستويات الستينيات.
تشمل الحبوب الأخرى غير المدرجة في إحصاءات منظمة الأغذية والزراعة ما يلي:
- التيف، حبة قديمة تعتبر غذاءً أساسياً في إثيوبيا وتزرع في أفريقيا جنوب الصحراء الكبرى كعشب لتغذية الخيول في المقام الأول. يحتوي على نسبة عالية من الألياف والبروتين. غالبًا ما يستخدم طحينه في صنع إينجيرا. يمكن أيضًا تناوله كحبوب إفطار دافئة مماثلة للفارينا بنكهة الشوكولاتة أو المكسرات. يمكن العثور على الدقيق ومنتجات الحبوب الكاملة عادةً في متاجر الأطعمة الطبيعية.
- أرز بري، يزرع بكميات صغيرة في أمريكا الشمالية.

تم أيضًا تدجين العديد من أنواع القمح الأخرى، بعضها في وقت مبكر جدًا في تاريخ الزراعة:
- وردت، قريب من القمح مشترك.
- اينكورن وهو نوع من القمح ذو حبة واحدة.
- قمح ثنائي الحبة، أحد المحاصيل الأولى التي تم تدجينها في الهلال الخصيب.
- قمح صلب، وهو النوع الوحيد من القمح رباعي الصبغيات المزروع حاليًا، في صناعة دقيق السميد.
- كاموت، أحد أقارب دوروم القدامى وله تاريخ غير معروف.

في عام 2013، كان إنتاج الحبوب العالمي رقمًا قياسيًا في ذلك الوقت يبلغ 2521 مليون طن. يقدر إنتاج الحبوب العالمي لعام 2019/2020 الصادر عن منظمة الأغذية والزراعة في ديسمبر / كانون الأول 2020 بنحو 2,706 مليون طن، وبلغت التوقعات لموسم 2020/2021 2.741 مليون طن.

## مصدري الحبوب
أفادت منظمة الأغذية والزراعة أن المصدرين الرئيسيين للقمح هم الأرجنتين وأستراليا وكندا والاتحاد الأوروبي وكازاخستان والاتحاد الروسي وأوكرانيا والولايات المتحدة. المصدرين الرئيسيين للحبوب الخشنة هم الأرجنتين وأستراليا والبرازيل وكندا والاتحاد الأوروبي والاتحاد الروسي وأوكرانيا والولايات المتحدة. المصدرين الرئيسيين للأرز هم الهند وباكستان وتايلاند والولايات المتحدة وفيتنام.

## حقائق غذائية
بعض الحبوب تعاني من نقص في الحمض الأميني الأساسي، ليسين. هذا هو السبب في أن العديد من الثقافات النباتية، من أجل الحصول على نظام غذائي متوازن، تجمع بين نظامهم الغذائي من الحبوب والبقوليات. ومع ذلك، فإن العديد من البقوليات تعاني من نقص في ميثيونين الأحماض الأمينية الأساسية، التي تحتوي عليها الحبوب. وبالتالي، فإن مزيج البقوليات والحبوب يشكل نظامًا غذائيًا متوازنًا للنباتيين. الأمثلة الشائعة لهذه التوليفات هي الدال (العدس) مع الأرز من قبل الهنود الجنوبيين والبنغاليين، والدال بالقمح في باكستان وشمال الهند، والفاصوليا مع تُرتيّة الذرة، والتوفو مع الأرز، وزبدة الفول السوداني مع خبز القمح (مثل السندويشات) في العديد من الثقافات الأخرى، بما في ذلك الأمريكتان. يتم التعبير عن كمية البروتين الخام المقاسة في الحبوب بتركيز بروتين خام الحبوب.
تحتوي الحبوب على ببتيدات طعام أفيونية خارجية تسمى اكسورفين مثل الغلوتين اكسورفين. إنها تحاكي تصرفات الإندورفين لأنها ترتبط بالمستقبلات الأفيونية نفسها في الدماغ.

## التوحيد
نشرت المنظمة الدولية للمعاييرISO سلسلة من المعايير المتعلقة بمنتجات الحبوب التي يغطيها ICS 67.060.